# Пеньево (Вологодская область)
Пеньево — деревня в Междуреченском районе Вологодской области.
Входит в состав Старосельского сельского поселения, с точки зрения административно-территориального деления — в Старосельский сельсовет.
Расстояние по автодороге до районного центра Шуйского — 29 км, до центра муниципального образования Старого — 11 км. Ближайшие населённые пункты — Феднево, Святогорье, Подгорново.
По переписи 2002 года население — 1 человек.